# Cesargrad
Cesargrad – średniowieczny zamek w Chorwacji, w żupanii krapińsko-zagorskiej, na terenie Hrvatskiego zagorja.

## Opis
Ruiny zamku znajdują się na Cesargradskiej gorze nad kanionem rzeki Sutli. Jego najstarsza część została wzniesiona na planie półkola. Grubość murów przekraczała 6 metrów.

## Historia
Ze względu na swoje położenie na pograniczu Królestwa Chorwacji i Księstwa Styrii odgrywał istotną strategiczną rolę. W 1399 roku Zygmunt Luksemburski nadał go banowi Chorwacji Hermannowi II z Celja. We władaniu hrabiów Celje pozostawał do 1456 roku. Następnie należał do styryjskich rodów Paumkircherów i Staubenbergów oraz Erdődych (od 1521 roku).
W 1573 roku uległ trwałemu zniszczeniu w trakcie powstania chłopskiego. W 1603 roku został opuszczony, a Erdődy utworzyli osadę Novi Dvori.